# Tillgänglig toalett

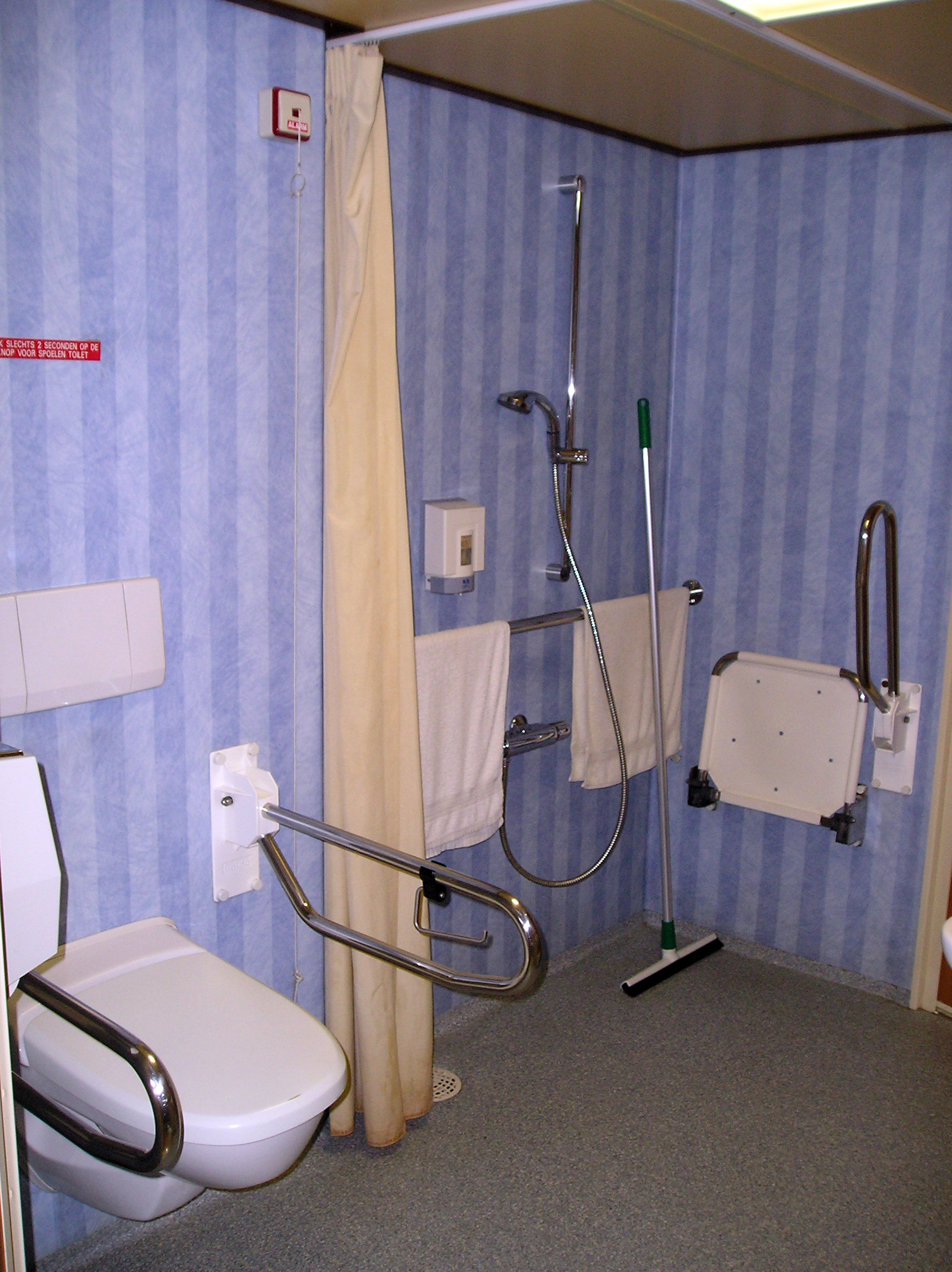

En tillgänglig toalett är en toalett som är anpassad för att alla, inklusive människor med olika funktionsnedsättningar, framförallt rörelsehinder, ska kunna använda sig av den. Ofta är dörren bredare och saknar tröskel. Utrymmet inne i rummet är större än för motsvarande otillgänglig toalett, allt för att det ska vara enklare att ta sig in med exempelvis rullstol. Handfatet ska vara tillräckligt lågt för att vara tillgängligt för en person som använder rullstol.

En skylt som visar en tillgänglig toalett för kvinnor i Williamsburg, Virginia

Själva toalettstolen är ofta högre än en standardvariant och det kan finnas nedfällbara armstöd för att underlätta när användaren ska sätta sig och resa sig. Det finns speciella toalettstolar som även hjälper till med spolning och torkning, men de återfinns oftast inte på offentliga toaletter.

## Sverige
Enligt Boverkets byggregler ska det i publika lokaler - om det finns toaletter överhuvudtaget - alltid finnas minst en tillgänglig och användbar toalett. Om det finns flera plan i lokalen bör det finnas minst en tillgänglig toalett på varje våningsplan. Enligt Boverket ska en tillgänglig och användbar toalett ha: 1) minsta måtten 2,2 x 2,2 meter, 2)  lämpligt utformad och placerad inredning och utrustning, 3) kontrastmarkeringar och 4) säkerhetslarm. Absoluta majoriteten av offentliga byggnader i Sverige (t.ex. kyrkor, slott, bibliotek eller museum) har tillgängliga toaletter.